# Fen (fiume)
Il fiume Fen (汾河S, FénhéP) è un fiume dello Shanxi, provincia della Cina. Nasce nella contea di Ningwu nel nord-est della Provincia, scorre verso sud-est verso Taiyuan e si infila nella valle centrale dello Shanxi per poi confluire nel Fiume Giallo presso Hejin.
Il fiume è lungo 694 chilometri ed è uno dei due principali tributari del Fiume Giallo (l'altro è il fiume Wei). Il bacino copre un'area di 39.417 km2 (il 25,3% della superficie dello Shanxi). Il fiume ha nutrito la millenaria civiltà Sanjin (2500 anni) e per questo veniva chiamato fiume Madre dalle popolazioni locali.
La costruzione di dighe ha ridotto la sua portata fino a prosciugare letteralmente il letto.
Nel corso degli anni '90 il governo municipale di Taiyuan costruì strutture artificiali e removibili lungo il fiume in diverse località al fine di creare riserve d'acqua da utilizzare al bisogno. Complessivamente l'area di questi serbatoi occupa 1,3 milioni di metri quadrati e a ridosso di tale area, dove è cresciuta nuova vegetazione, è stato istituito il Parco del Fiume Fen.